# پسرها (ترانه کیسی و نیکی میناژ)
«پسرها» تک‌آهنگی از هنرمند اهل ترینیداد و توباگو نیکی میناژ، کیسی ونتورا است که در سال ۲۰۱۲ میلادی منتشر شد.